# Zonă geografică

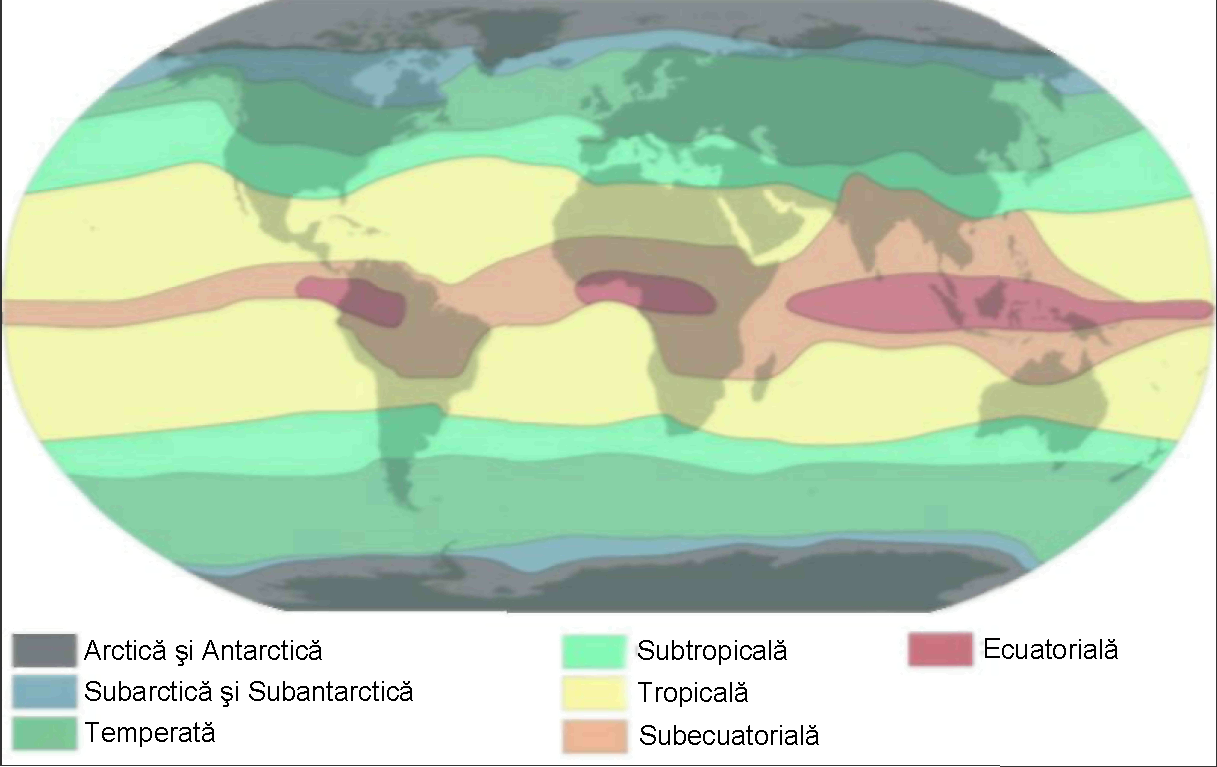
Zonele climatice după B.P. Alisov. Zonele geografice coincid în mare măsură cu aceste zone climatice.

Zonele geografice reprezintă niște fâșii alungite ce înconjoară globul mai mult sau mai puțin continuu, pe direcția paralelelor, care se caracterizează prin caracteristici fizico-geografice relativ omogene pe uscat și specifice pe apă, în special sub aspectul climei, circulației maselor de aer, vegetației, solului, proceselor hidro-morfologice. Zonele geografice coincid în mare măsură cu limitele zonelor climatice. Geodezic, globul terestru se împarte în cinci zone: două zone polare (între poli și cele două cercuri polare): arctică  și antarctică, două zone temperate (între cercurile polare și cele tropicale) și o zonă tropicală sau intertropicală (între cele două tropice). Sub aspect geografic însă aceste zone geodezice sunt modificate, nu merg exact în lungul unor paralele și au ca bază de conturare temperaturile, precipitațiile, urmate de vegetație etc. Astfel se disting 13 zone geografice: zona ecuatorială, 2 zone subecuatoriale (nordică și sudică), 2 zone tropicale (nordică și sudică), 2 zone subtropicale (nordică și sudică), 2 zone temperate (nordică și sudică), zona subarctică, zona subantarctică, zona arctică și zona antarctică.

## Zonele geografice
În funcție de zonele termice majore se desting:
- Climatul cald

- Zona ecuatorială
- Zona subecuatorială (nordică și sudică)
- Zona tropicală (nordică și sudică)

- Climatul temperat

- Zona subtropicală (nordică și sudică)
- Zona temperată (nordică și sudică)

- Climatul rece

- Zona subarctică și zona subantarctică
- Zona arctică și zona antarctică

| Zonele geografice                     | Climat                                                      | Peisaj                                                                                  |
| ------------------------------------- | ----------------------------------------------------------- | --------------------------------------------------------------------------------------- |
| Zona arctică și zona antarctică       | Climatul arctic și antarctic continental sau oceanic.       | Tundra și gheața                                                                        |
| Zona subarctică și zona subantarctică | Climatul subarctic sau subantarctic continental sau oceanic | Taiga și silvotundra                                                                    |
| Temperată (nordică și sudică)         | Climatul temperat continental sau oceanic                   | Păduri de foioase, stepe, semideșerturi                                                 |
| Subtropicală (nordică și sudică)      | Climatul subtropical continental sau oceanic                | Deșerturi și stepe subtropicale sau păduri subtropicale sau peisaj mediteranean maritim |
| Tropicală (nordică și sudică)         | Climatul tropical continental sau oceanic                   | Deșertul tropical, deșertul umed sau păduri tropicale                                   |
| Subecuatorială (nordică și sudică)    | Climatul subecuatorial musonic continental sau oceanic      | Savana sau pădurea ecuatorială umedă                                                    |
| Ecuatorială                           | Climatul ecuatorial continental sau oceanic                 | Pădurea ecuatorială umedă                                                               |

| Denumirea zonelor geografice | Ariile zonelor, mil. km2 | Ariile zonelor, % |
| ---------------------------- | ------------------------ | ----------------- |
| 1. Arctică                   | 14,45                    | 3                 |
| 2. Subarctică                | 17,62                    | 3                 |
| 3. Temperată nordică         | 53,22                    | 10                |
| 4. Subtropicală nordică      | 39,72                    | 8                 |
| 5. Tropicală nordică         | 80,77                    | 16                |
| 6. Subecuatorială nordică    | 38,65                    | 7                 |
| 7. Ecuatorială               | 22,07                    | 4                 |
| 8. Subecuatorială sudică     | 30,11                    | 6                 |
| 9. Tropicală sudică          | 95,19                    | 19                |
| 10. Subtropicală sudică      | 33,78                    | 7                 |
| 11. Temperată sudică         | 34,47                    | 7                 |
| 12. Subantarctică            | 23,93                    | 5                 |
| 13. Antarctică               | 26,19                    | 5                 |
| Total                        | 510,08                   | 100               |